# Impressió genètica
La impressió genètica (anglès: genomic imprinting) és un fenomen epigenètic que provoca l'expressió de certs gens dirigits específicament per l'origen parental. Aquestes formes d'impressió genòmica s'ha demostrat per fongs, plantes i animals. El 2014 es coneixien al voltant de 150 gens impresos en ratolí i la meitat en humans.
La impressió genòmica és un procés d'herència independent de la genètica mendeliana clàssica. És un procés epigenètic que implica la metilació de l'ADN i la metilació de les histones sense alterar la seqüència genètica. Aquestes marques epigenètiques estan establertes (impreses) a les cèl·lules germinals (esperma o ovòcits) dels organismes parentals i es mantenen a través de la divisió mitòtica de la cèl·lula germinal a les cèl·lules somàtiques de l'organisme.
Una impressió genètica acurada de certs gens particulars és important pel desenvolupament normal de l'individu. Algunes malalties humanes que estan relacionades amb la impressió genòmica són la síndrome d'Angelman, la síndrome de Prader-Willy i la infertilitat masculina.

## Generalitats
En organismes diploides (com els humans), la cèl·lula somàtica posseeix dues còpies del genoma, una heretada del pare i l'altra de la mare. Cada gen autosòmic està representat per dues còpies o al·lels amb una còpia heretada de cada pare a la fertilització. Per la gran majoria de gens autosòmics, l'expressió es desenvolupa des dels dos al·lels de manera simultània. No obstant, en mamífers, una proporció petita (<1%) dels gens està impresa, de manera que l'expressió del gen només es duu a terme en un dels al·lels (alguns estudis recents han qüestionat aquesta assertació, tot defensant que el nombre de regions amb metilacions originàries dels pares, per exemple, al genoma humà, és més gran que el que s'havia pensat anteriorment). L'al·lel expressat és dependent de l'origen parental. Per exemple, el gen que codifica el factor de creixement semblant a la insulina de tipus 2 (insulin-like growth factor 2 o IGF2/igf2) està expressat només a l'al·lel heretat del pare.
El terme "impressió" es va utilitzar per primera vegada en la descripció d'esdeveniments a l'insecte Pseudococcus nipae. Als Pseudococcids (família d'insectes hemípters del subordre dels esternorrincs) tots dos, el mascle i la femella, es desenvolupen d'un ou fertilitzat. A les femelles, tots els cromosomes es queden eucromàtics i funcionals. En canvi, els embrions destinats a esdevenir mascles, la meitat dels cromosomes, un set haploid dels cromosomes per ser més precisos, es converteix en heterocromatinitzat després de la sisena divisió de l'ou i queda així en la majoria dels teixits. Així doncs, els mascles són funcionalment haploides.

## Impressió genètica en mamífers
La impressió genètica al desenvolupament dels mamífers s'ha deduït d'experiments de selecció d'espècies de ratolí portadors de translocacions cromosòmiques recíproques. Experiments en el trasplantament del nucli a zigots de ratolí a principis dels 80 van confirmar que el desenvolupament normal requereix la contribució dels genomes maternal i paternal. Una gran majoria d'embrions de ratolí van derivar per partenogènesi (anomenats partenogenons, amb dos genomes maternals) i androgènesi (anomenats androgenons, amb dos genomes parentals) i van morir a l'estadi de blastòcits/implantació o encara abans d'aquest estadi. En les rares ocasions en què es va observar un desenvolupament d'estadis post-implantacionals, els embrions ginogenètics van mostrar un millor desenvolupament en relació amb el desenvolupament placental, mentre que es va observar el contrari en els androgenons. Això no obstant, només uns pocs van ser descrits (a un article de 1984).
No existeixen casos naturals de partenogènesi a mamífers a causa de la impressió genètica. Tanmateix, el 2004, investigadors japonesos van fer una manipulació experimental de metilació parental controlant el gen igf2 que va fer néixer un ratolí (anomenat Kaguya) amb dos sets de cromosomes maternals, tot i que no és una partenogènesi real, ja que les cèl·lules que es van utilitzar provenien de dues femelles i d'una sola. Els investigadors van aconseguir-ho fent servir un ou d'una mare immatura, reduint la impressió maternal i modificant-lo per expressar el gen igf2, el qual és normalment expressat a la còpia paternal del gen.
Els embrions partenogenètics/ginogenètics tenen el doble de l'expressió normal dels gens derivats de la mare i els falta l'expressió dels gens derivats del pare, i viceversa pels embrions androgènics. Hi ha almenys 80 gens impresos a humans i ratolins, molts dels quals estan implicats en el desenvolupament embrionari i placental. La descendència híbrida de dues espècies pot presentar un creixement inusual a causa de la combinació dels gens impresos.
S'han emprat molts mètodes per identificar els gens impresos. En porc, Bischoff et al. 2009 va comparar els perfils transcripcionals usant microarrays d'oligonucleòtids curts per analitzar els gens que s'expressen de manera diferent entre els partenots (organismes amb dos genomes materns) i control de fetus (amb un genoma maternal i un de paternal). Un estudi interessant sobre l'anàlisi del transcriptoma de cervell de murins va revelar que al voltant de 1300 loci de gens impresos (aproximadament 10-vegades més que els reportats anteriorment) amb seqüenciació d'RNA des les híbrids de la primera generació o F1 resultants de diferents encreuaments. El resultat ha estat criticat per altres científics que argumenten una sobreestimació important deguda a una anàlisi estadística feble.
En animals domèstics, els SNPs en gens impresos que influencien el creixement i desenvolupament fetal han afectat econòmicament la producció de certs trets en boví, porcí i oví.